# Strandkrab
De strandkrab (Carcinus maenas) is een kreeftachtige uit de orde tienpotigen.

## Kenmerken
De strandkrab blijft veel kleiner dan de noordzeekrab en heeft een carapaxbreedte tot 9 centimeter, mannetjes worden iets groter dan vrouwtjes. De schaallengte bedraagt 4 tot 6 cm. De kleur is erg variabel en varieert van bruin tot groenachtig, het omhooggeklapte staartdeel op de buik is vaak roodbruin van kleur. Het dier heeft een hard pantser. Aan de voorzijde van het lichaam bevinden zich 3 driehoekige tanden, die tussen de gesteelde ogen staan. Het onderscheid tussen mannetjes en vrouwtjes is aan de onderkant van de krab te zien. Een mannetje heeft daar een duidelijke driehoek bestaand uit drie segmenten, een vrouwtje een bijenkorfachtige structuur bestaand uit vijf segmenten.

## Levenswijze
Strandkrabben leven op zanderige en rotsachtige kusten en lopen zoals de meeste krabben zijwaarts. Ze zijn vooral nachtactief en graven zich overdag in. Het voedsel bestaat uit kleine kreeftachtigen, borstelwormen, tweekleppigen en andere zeedieren. Ze kunnen erg agressief zijn. Bij bedreiging plaatst het dier zich in gevechtshouding met opgeheven, altijd openstaande scharen. Afgeworpen of afgebroken ledematen groeien later weer aan door vervelling.

### Voortplanting
De vrouwtjes kunnen diverse malen per jaar worden bevrucht, maar alleen als ze net zijn verschaald. Tijdens de paring draait het vrouwtje zich op haar rug wat een opmerkelijk gezicht is. Na de bevruchting kunnen zij nog maandenlang met de bevruchte eitjes blijven rondlopen tot deze zijn uitgekomen. Nadat de jonge krab uit het ei is gekropen, worden eerst vier vrijzwemmende larvale stadia doorlopen voor de larve een kleine krab is. Deze eitjes worden onder het buikpantser (eigenlijk de staart) gedragen. Er is echter een parasiet genaamd krabbezakje (Sacculina carcini), een geleedpotige die sterk aan de eimassa doet denken en zich op dezelfde plaats bevindt, deze parasiet resulteert ook in het onvruchtbaar worden van de krab.

## Externe links

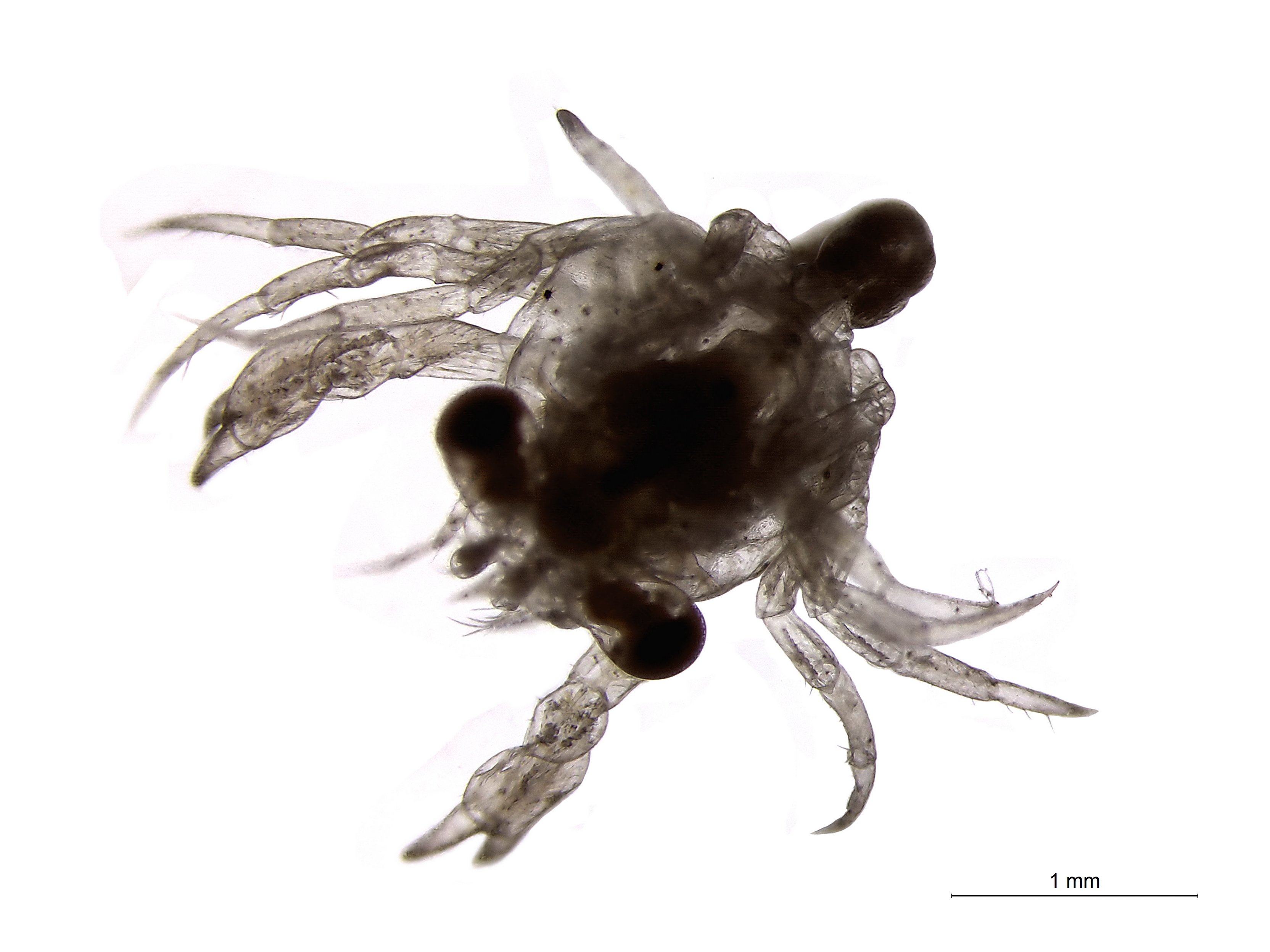
megalope
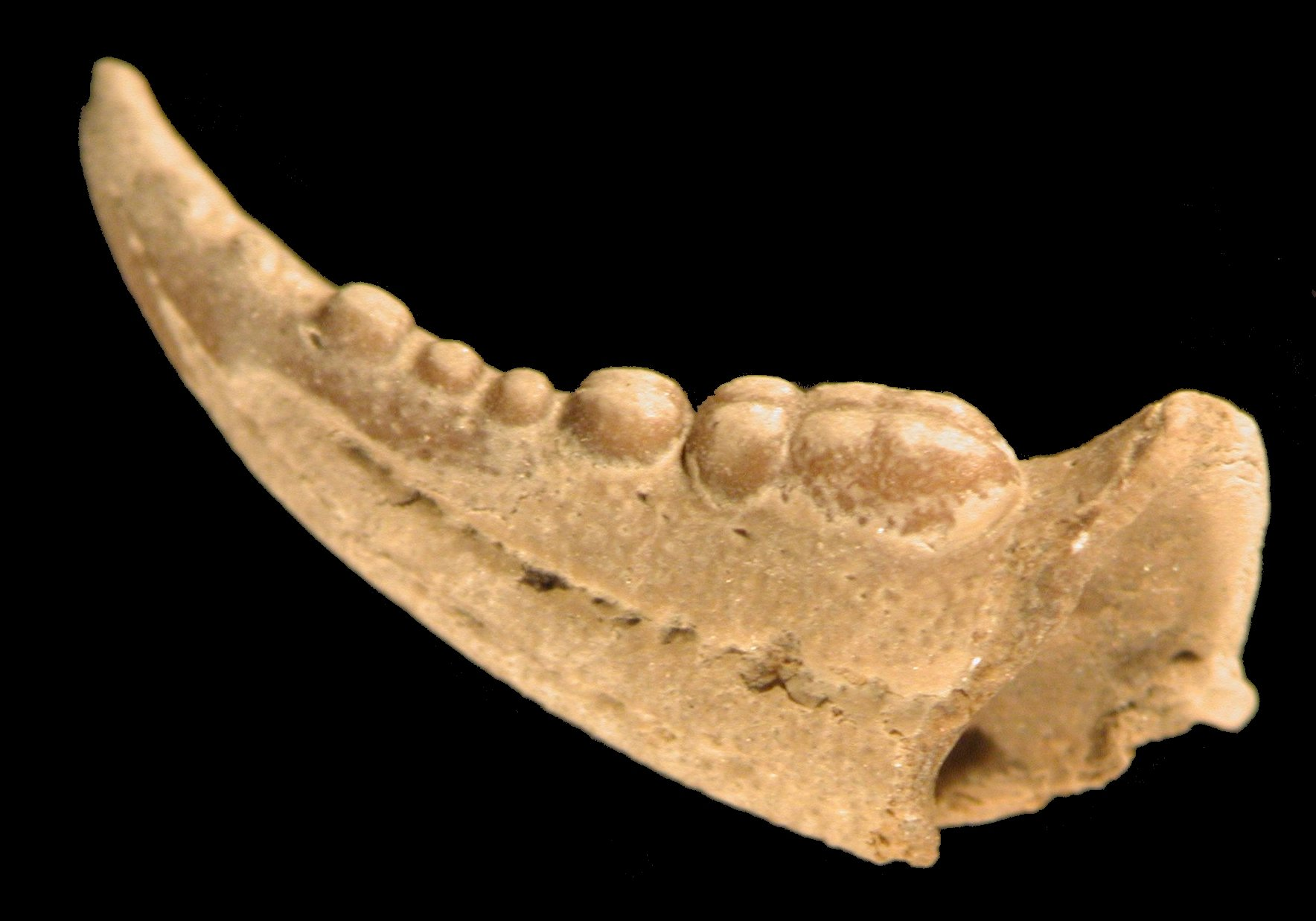
Fossiele schaar van de Strandkrab uit Eemien afzettingen in een boring bij Bergen
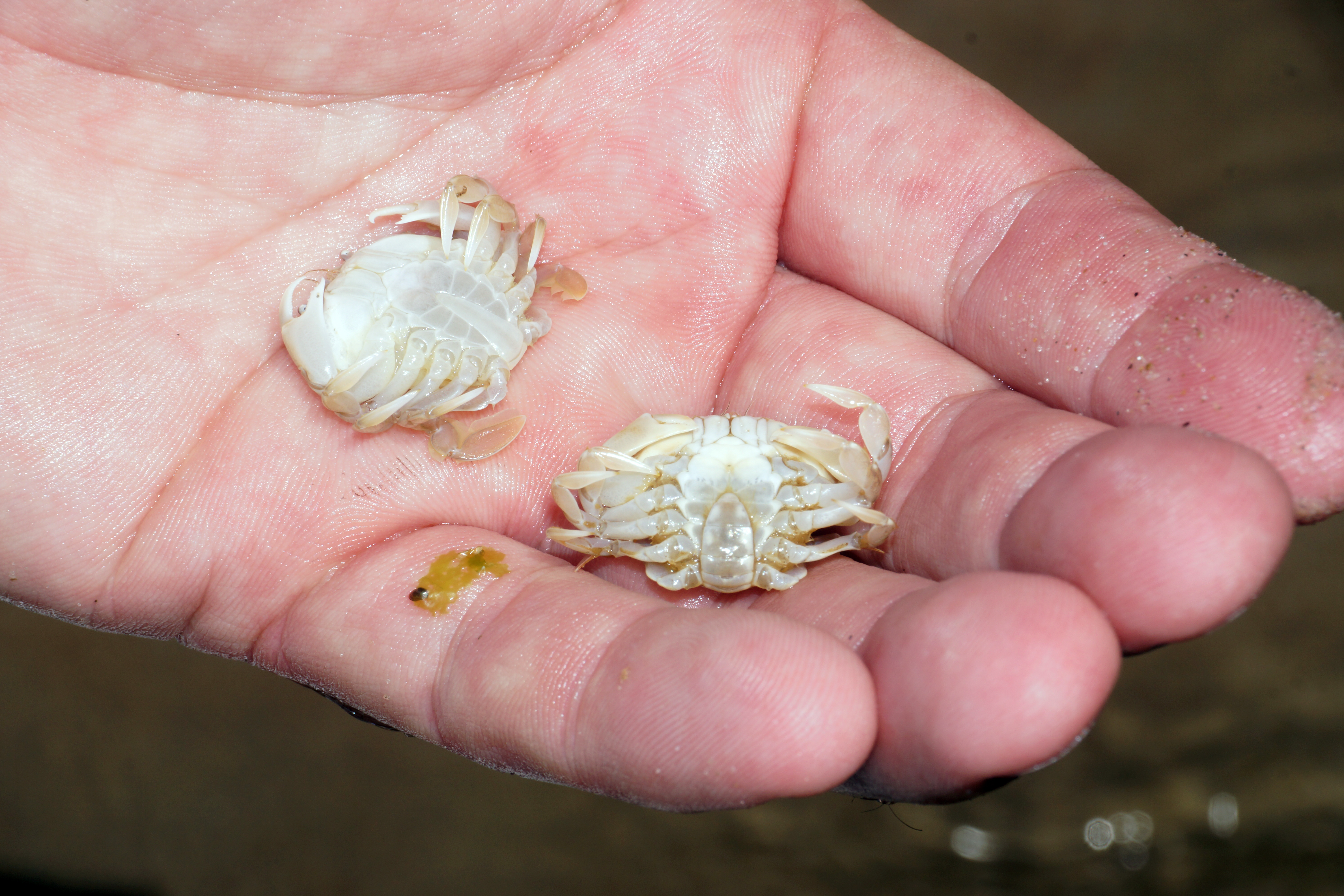
strandkrabbetjes: mannetje en vrouwtje